# لوسيا يبيز
لوسيا ياميليث يبيز غوزمان (من مواليد 18 فبراير 2001) هي  مصارعة حرة إكوادورية. شاركت في دورة الألعاب الأولمبية الصيفية 2024 في باريس، فرنسا وفازت بالميدالية الفضية في حدث مصارعة حرة ضمن وزن 53 كجم للسيدات في بطولة العالم للمصارعة 2023  بعد خسارتها من اليابانية أكاري فوجينامي في النهائي، كما فازت أيضاً بإحدى الميداليات البرونزية في بطولة العالم للمصارعة الحرة للسيدات - وزن 53 كجم التي أقيمت في بلغراد، صربيا، في نفس الفئة كما فازت بالميدالية الذهبية في المصارعة في دورة ألعاب عموم أمريكا 2023 - المصارعة الحرة للسيدات وزن 53 كجم في دورة الألعاب الأمريكية 2023 التي أقيمت في سانتياغو، تشيلي.

## مسيرتها الرياضية
فازت بالميدالية الذهبية في بطولة العالم للمصارعة تحت 23 عامًا 2021 في وزن 53 كجم حرة للسيدات، ضمن منافسات بطولة العالم للمصارعة تحت 23 عامًا 2021 التي أقيمت في بلغراد، صربيا. تنافس يبيز مع منتخب الإكوادور في دورة الألعاب الأولمبية الصيفية 2020 في طوكيو، اليابان. بعد بضعة أشهر فازت بالميدالية الذهبية في مسابقة وزن 50 كجم للسيدات في دورة الألعاب الأمريكية للناشئين 2021 التي أقيمت في كالي، كولومبيا.
فازت ييبيز بالميدالية الذهبية في منافساتها في دورة الألعاب البوليفارية 2022 التي أقيمت في فاليدوبار، كولومبيا. شاركت في حدث 53 كجم في بطولة العالم للمصارعة 2022 التي أقيمت في بلغراد، صربيا. فازت بالميدالية الذهبية في منافساتها في دورة الألعاب الأمريكية الجنوبية 2022 التي أقيمت في أسونسيون، باراجواي. فازت يبيز بالميدالية الذهبية في منافساتها في بطولة إبراهيم مصطفى 2023 التي أقيمت في الإسكندرية، مصر. وبعد بضعة أشهر، فازت أيضًا بالميدالية الذهبية في حدثها في بطولة عموم أمريكا للمصارعة 2023 التي أقيمت في بوينس آيرس، الأرجنتين.
في سبتمبر 2023، فازت بإحدى الميداليات البرونزية في حدث وزن 53 كجم للسيدات في بطولة العالم للمصارعة التي أقيمت في بلغراد، صربيا. في نوفمبر 2023، فازت بالميدالية الذهبية في سيدات 53 كجم في دورة الألعاب الأمريكية 2023 التي أقيمت في سانتياغو، تشيلي. هزمت لورا هيرين من كوبا في مباراة الميدالية الذهبية. في فبراير 2024، فازت ييبيز بالميدالية الذهبية في منافساتها في بطولة أمريكا الجنوبية للمصارعة التي أقيمت في أكابولكو، المكسيك. فازت على بيتزابيث أرغيلو من فنزويلا في مباراتها للفوز بالميدالية الذهبية. في أغسطس 2024، فازت ييبيز بالميدالية الفضية في سيدات 53 كجم في الألعاب الأولمبية الصيفية 2024 في باريس، فرنسا.

## الإنجازات
| السنة | البطولة                    | الموقع                | النتيجة       | الحدث             |
| ----- | -------------------------- | --------------------- | ------------- | ----------------- |
| 2022  | بطولة عموم أمريكا للمصارعة | أكابولكو، المكسيك     | المركز الثالث | مصارعة حرة 55 كجم |
| 2022  | الألعاب البوليفارية        | فاليدوبار، كولومبيا   | الأول         | مصارعة حرة 53 كجم |
| 2022  | ألعاب أمريكا الجنوبية      | أسونسيون، باراغواي    | الأول         | مصارعة حرة 53 كجم |
| 2023  | بطولة عموم أمريكا للمصارعة | بوينس آيرس، الأرجنتين | الأول         | مصارعة حرة 53 كجم |
| 2023  | بطولة العالم               | بلغراد، صربيا         | المركز الثالث | مصارعة حرة 53 كجم |
| 2023  | ألعاب عموم أمريكا          | سانتياغو، تشيلي       | المركز الأول  | مصارعة حرة 53 كجم |
| 2024  | بطولة عموم أمريكا للمصارعة | أكابولكو، المكسيك     | المركز الأول  | مصارعة حرة 53 كجم |
| 2024  | الألعاب الأولمبية          | باريس، فرنسا          | المركز الثاني | مصارعة حرة 53 كجم |
| 2025  | بطولة عموم أمريكا للمصارعة | مونتيري، المكسيك      | المركز الأول  | مصارعة حرة 53 كجم |